# Katherine Forsyth

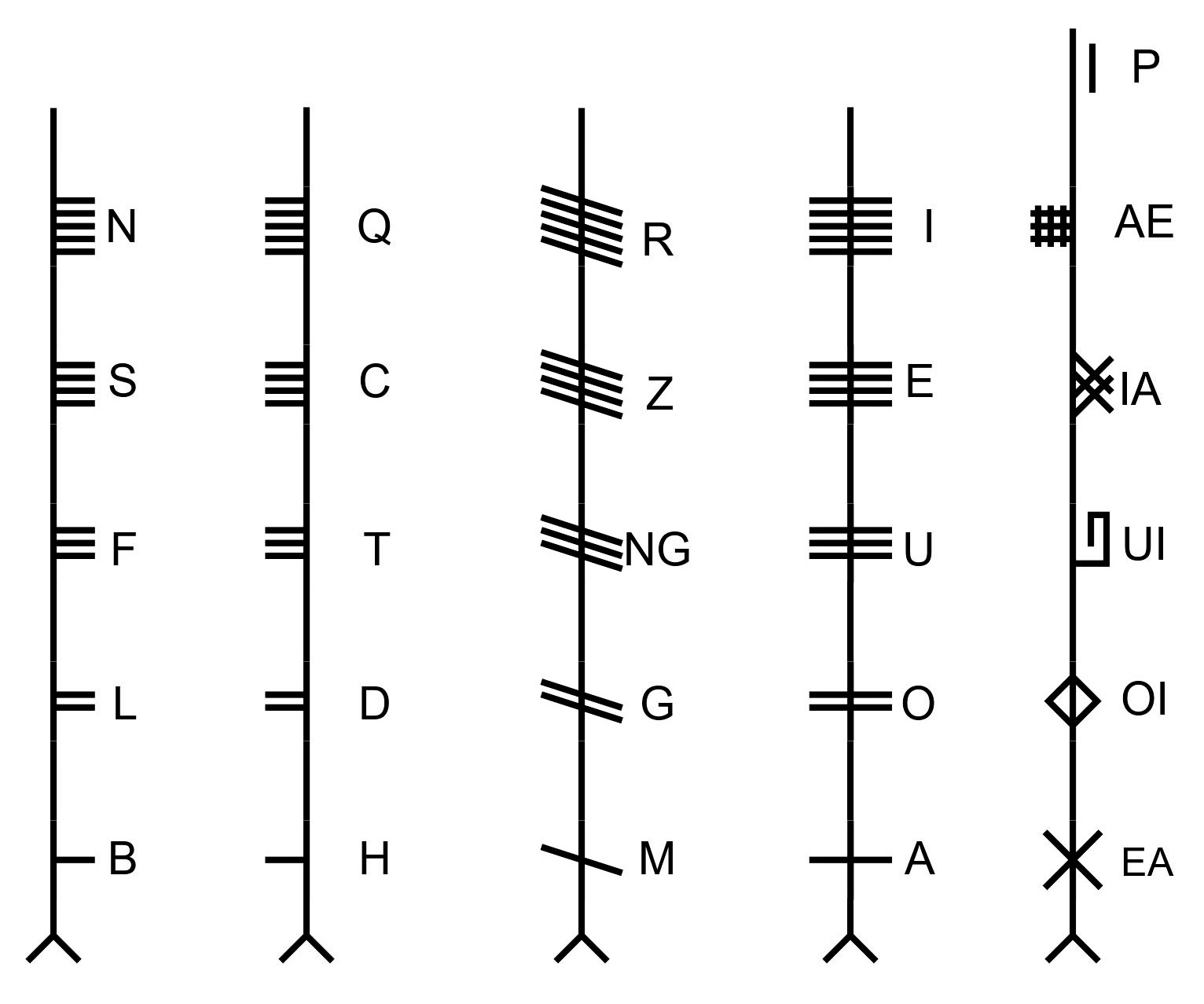
Ogham-Zeichen

Katherine Stuart Forsyth (* 1967) ist eine schottische Historikerin, die sich auf die Geschichte und Kultur der keltischen Völker im 1. Jahrtausend n. Chr. spezialisiert hat, insbesondere auf die Pikten. Sie ist derzeit Hochschullehrerin für keltische und gälische Sprache an der Universität von Glasgow in Schottland.
Forsyth ist Expertin für die Ogham-Schrift. Bekannt sind ihre Beschreibungen des Bornais-Knochenplättchen, der Handspindel von Buckquoy und des Lunnasting-Steins. Sie vertritt die These, dass die Pikten eine britannische Sprache sprachen, während bisher die Meinung vorherrschte, dass die Oghamschrift ein vorindogermanisches Substrat zeigt.
Sie begann ihr Studium an der University of Cambridge und erwarb an der Harvard University einen PhD für Keltische Sprache und Literatur. Nach Studienaufenthalten an der University of Oxford und dem University College London begann sie 1998 an der University of Glasgow ihre Lehrtätigkeit.

## Veröffentlichungen
- The ogham-inscribed spindle-whorl from Buckquoy: evidence for the Irish language in pre-Viking Orkney?. In: Proceedings of the Society of Antiquaries of Scotland. 125, 1995, S. 677–696.
- Language in Pictland: spoken and written. In: E. H. Nicoll, K. Forsyth (Hrsg.): A Pictish Panorama: the story of the Picts. Pinkfoot Press, 1995, ISBN 1-874012-10-5.
- Some thoughts on Pictish symbols as a formal writing system. In: I. Henderson, D. Henry (Hrsg.): The Worm, the Germ and the Thorn: Pictish and Related Studies Presented to Isabel Henderson. Pinkfoot Press, 1995, ISBN 1-874012-17-2.
- E. Okasha, K. Forsyth: Early Christian inscriptions of Munster: a corpus of the inscribed stones. Cork University Press, Cork 2001, ISBN 1-85918-170-8.
- HIC MEMORIA PERPETUA: the inscribed stones of sub-Roman southern Scotland. In: S. M. Foster, M. Cross (Hrsg.): Able Minds and Practised Hands: Scotland’s Early Medieval Sculpture in the Twenty-First Century. Society for Medieval Archaeology Monograph Series (23). Society for Medieval Archaeology, 2005, ISBN 1-904350-74-7.
- An ogham-inscribed plaque from Bornais, South Uist. In: B. Ballin-Smith, S. Taylor, G. Williams (Hrsg.): West over Sea: Studies in Scandinavian Sea-Borne Expansion and Settlement Before 1300. Brill, Leiden 2007, ISBN 978-90-04-15893-1.
- K. Forsyth (Hrsg.): Studies on the Book of Deer. Four Courts Press, Dublin 2008, ISBN 978-1-85182-569-1.
- R. C. Barrowman, K. Forsyth: An Ogham-Inscribed Slab from St Ninian’s Isle, Found in 1876. In: The Chapel and Burial Ground on St Ninian’s Isle, Shetland. Excavations Past and Present. Society for Medieval Archaeology, 2011.

## Nachweise
1. ↑  Brian Smith: The Picts and the Martyrs: Did Vikings kill the native population of Orkney and Shetland
2. ↑  smithsonianjourneys.org

| Personendaten    | Personendaten                                    |
| ---------------- | ------------------------------------------------ |
| NAME             | Forsyth, Katherine                               |
| ALTERNATIVNAMEN  | Forsyth, Katherine S.; Forsyth, Katherine Stuart |
| KURZBESCHREIBUNG | schottische Historikerin                         |
| GEBURTSDATUM     | 1967                                             |